# Swepsonville
Swepsonville  è un comune (town) degli Stati Uniti d'America, della Contea di Alamance, nella Carolina del Nord.